# Collège Français de Verdun
Das Collège Français de Verdun war eine kanadische Eishockeymannschaft aus Verdun, Québec. Das Team spielte von 1988 bis 1994 in einer der drei höchsten kanadischen Junioren-Eishockeyligen, der Québec Major Junior Hockey League (QMJHL).

## Geschichte
Die Remparts de Québec aus der Québec Major Junior Hockey League wurden 1988 von Québec nach Longueuil umgesiedelt und in Collège Français de Longueuil umbenannt. Größter Erfolg der Mannschaft war der Gewinn der Lebel Division in der Saison 1990/91 und das anschließende Erreichen der zweiten Playoff-Runde, in der sie jedoch den Voltigeurs de Drummondville mit einem Sweep in der Best-of-Seven-Serie unterlagen. Im Anschluss an diese Spielzeit wurde das Team von den Verantwortlichen nach Verdun, einem Vorort von Montreal, verlegt, wo es unter dem Namen Collège Français de Verdun spielte. In der ersten Saison nach dem Umzug gewann das Team aus Québec zum ersten und einzigen Mal die Coupe du Président. Als Meister der QMJHL qualifizierte sich Verdun für das Finalturnier um die Meisterschaft der Canadian Hockey League, den Memorial Cup, in dessen Vorrunde sie als Vierter und somit Letzter ausschieden. In der Folgezeit konnte das Franchise nicht mehr an diesen Erfolg anschließend und schied zweimal in der ersten Runde der Playoffs aus, so dass es 1994 aufgelöst wurde.

## Saisonstatistik
Abkürzungen: GP = Spiele, W = Siege, L = Niederlagen, T = Unentschieden, OTL = Niederlagen nach Overtime SOL = Niederlagen nach Shootout, Pts = Punkte, GF = Erzielte Tore, GA = Gegentore, PIM = Strafminuten
| Saison  | GP | W  | L  | T | OTL | SOL | Pts | GF  | GA  | Platz      | Playoffs                        |
| 1988–89 | 70 | 25 | 41 | 4 | —   | —   | 54  | 280 | 332 | 10., QMJHL | nicht qualifiziert              |
| 1989–90 | 70 | 39 | 29 | 2 | —   | —   | 80  | 292 | 255 | 3., QMJHL  | Niederlage in der ersten Runde  |
| 1990–91 | 70 | 41 | 27 | 2 | —   | —   | 84  | 303 | 225 | 1., Lebel  | Niederlage in der zweiten Runde |
| 1991–92 | 70 | 48 | 17 | 5 | —   | —   | 101 | 350 | 233 | 1., Lebel  | Coupe du Président              |
| 1992–93 | 70 | 34 | 34 | 2 | —   | —   | 70  | 286 | 279 | 4., Lebel  | Niederlage in der ersten Runde  |
| 1993–94 | 72 | 41 | 29 | 2 | —   | —   | 84  | 278 | 242 | 2., Lebel  | Niederlage in der ersten Runde  |

## Ehemalige Spieler
Folgende Spieler, die für das Collège Français de Longueuil/Verdun aktiv waren, spielten im Laufe ihrer Karriere in der National Hockey League: 
| - Matthew Barnaby - Joël Bouchard - Donald Brashear | - Jonathan Delisle - Philippe DeRouville - Yanick Dupré | - Karl Dykhuis - Jean-Sébastien Giguère - Daniel Guérard | - Christian Laflamme - Marc Rodgers - Jean-Guy Trudel |

## Team-Rekorde

### Karriererekorde
Spiele: 207  Sylvain Fleury
Tore: 133  Sylvain Fleury
Assists: 189  Sylvain Fleury
Punkte: 322  Sylvain Fleury
Strafminuten: 594  Etienne Lavoie